# 陈汉平
陈汉平（1937年—），男，福建闽侯人，中国针灸学家，曾任上海中医学院主任医师、教授、博士生导师。